# Douglas McNabney
Douglas McNabney (* 1955 in Toronto, Ontario) ist ein kanadischer Bratschist und Hochschullehrer.

## Leben
McNabney entstammte einer irischen Einwandererfamilie. Er begann in seiner Schulzeit zuerst Klavier, dann Schlagzeug und schließlich Geige zu spielen. Er studierte an der Universität Toronto Musikwissenschaft und wechselte von der Geige zur Bratsche. An der University of Western Ontario erwarb er den Mastergrad, an der Universität Montreal den Doktorgrad.
Von 1983 bis 1986 war McNabney Erster Bratschist im Orchestre Symphonique de Québec und spielte mit diesem Klangkörper auch Partien wie die Bratschensoli in Hector Berlioz’ Harold in Italien. 2001 wurde er künstlerischer Leiter des Domaine Forget International Festival in Toronto. 2004 übernahm er die Leitung des Departments für Kammermusik an der Schulich School of Music der McGill University. Außerdem wurde er 2010 Direktor des Summer Music Festival in Toronto.
Als Kammermusiker arbeitete McNabney mit Formationen wie dem Allegri Quartet, dem Orford Quartet, den Smithsonian Chamber Players, dem Lafayette Quartet und dem Galliard Ensemble zusammen. Er unternahm Konzerttourneen durch Kanada, die USA und Europa und spielte Rundfunkaufnahmen in den USA, Kanada, Norwegen, Schweden, Finnland, Deutschland, Belgien und Irland ein. Seine Aufnahme von Mozarts Divertimento für Streichertrio bei Oxingale Records mit Jonathan Crow und Matt Haimovitz wurde 2007 für einen Juno Award nominiert.